# Тип 63 (автоматическая винтовка)
7,62-мм автомат Тип 63 — китайская автоматическая винтовка, созданная на основе СКС для замены самозарядного карабина Тип 56.
Принята на вооружение НОАК в 1968 году, в связи с чем в западных источниках иногда называется Type 68.

## Устройство
Механизм запирания был позаимствован у автомата Тип 56 (лицензионный вариант АК). Ствольная коробка — фрезерованная (у оружия раннего выпуска) или штампованная (у позднего выпуска). Вместо неотъёмного магазина СКС применяются секторные магазины на 20 или 30 патронов, однако возможность снаряжения пустого магазина из обойм без отделения от оружия сохранилась. Появилась возможность стрельбы очередями, для чего имеется переключатель режима огня с полуавтоматического на автомат. Кроме того, винтовка оснащена складывающимся штыком. Снята с вооружения НОАК в 1978 году в связи с плановой заменой.
| |  |  |
| Переключение режима огня, прицеливание и стрельба из винтовки «Тип 68», та же винтовка с выдвинутым штыком в руках офицеров Центра по изучению зарубежной науки и техники Армии США. |  |  |

Эффективная дальность стрельбы в пределах 300—400 метров в режиме стрельбы одиночными.